# Volkert Simon Maarten van der Willigen
Volkert Simon Maarten van der Willigen (Rockanje, 9 mei 1822 – Haarlem, 19 februari 1878) was een Nederlands wis- en natuurkundige.

## Biografie
Van der Willigen was de zoon van predikant Johannes van der Willigen (1777-1857) en Gerarde Maria Elisabeth Bodde (1795-1865). Hij studeerde te Leiden waar hij in 1847 promoveerde op het proefschrift: "De aberratione lucis". Datzelfde jaar werd hij leraar aan de Latijnse school in Amsterdam. In 1848 werd hij benoemd tot hoogleraar in de wis- en natuurkunde en wijsbegeerte aan het Athenaeum Illustre te Deventer, een benoeming die hij aanvaardde met de redevoering "Over natuur- en sterrekundig onderzoek". Na de opheffing van dit atheneum in 1864 werd hij benoemd tot conservator van het Physisch Kabinet van Teylers Museum
als opvolger van de bioloog Jacob van Breda. In Haarlem zette hij zijn natuurkundige onderzoek voort; Voor het uitvoeren van de lengtebepaling van de secondeslinger, als alternatieve eenheid van de lengte, verrees in 1866 in de museumtuin een klein observatorium.
Vanaf 1857 was hij lid van de Koninklijke Nederlandse Akademie van Wetenschappen en van 1864 tot 1878 was hij lid van de Haarlemse gemeenteraad.

## Werken
- Iets over meteorologische waarnemingen
- Slingerproeven te Deventer (1852)
- Bepaling der poolshoogte voor Deventer (1852)
- Verzameling kleine geschriften (1852)
- Proeve betreffende den galvanschen lichtboog (1854)
- Nog iets over electrische ringen (1863)
- De coefficienten van breking van mengsels van zwavelzuur en water (1864)
- Over de verschijnselen van gekleurde polarisatie voor eenassige kristallen convergent licht (1873)
- Over de onhoudbaarheid der stelling dat de betrekking der lichtstralen wordt gewijzigd door de beweging van licht-bron en prisma (1873)
- Mémoire sur la détermination des longueurs d'onde du spectre solaire (1875, Frans)
- Over het electrisch spectrum
- Over eene optische illusie, waarbij het relief van het beschouwde voorwerp wordt omgekeerd